# Eriopyga flavigera
Eriopyga flavigera är en fjärilsart som beskrevs av Achille Guenée 1852. Eriopyga flavigera ingår i släktet Eriopyga och familjen nattflyn. Inga underarter finns listade i Catalogue of Life.